# Разоружение польских корпусов на Украине (1918)
Разоружение польских корпусов на Украине — процесс, происходивший на Украине с апреля по май 1918 года согласно решению правительства Украинской Народной Республики при поддержке войск Германии и Австро-Венгрии,  сопровождался боевыми действиями.

## Появление и деятельность польских корпусов на Украине
Польские корпуса Русской армии начали формироваться на основе полонизированных частей в январе 1917 года. Первое подобное формирование появилось в Киевском военном округе. Польская стрелецкая бригада, переведённая из Белоруссии, была развёрнута в дивизию. После участия в Июньском наступлении в Галиции она была возвращена в Белоруссию, взамен был создан I Польский корпус во главе с генерал-лейтенантом Иосифом Довбор-Мусницким. В ноябре 1917 года Инспекторатом польских вооружённых сил на Украине во главе с генерал-лейтенантом Евгением де Гениг Михелисом началось создание II Польского корпуса на Румынском фронте и III Польского корпуса на Юго-Западном фронте. Из-за разложения Русской армии, антивоенной агитации и самовольной демобилизации корпуса так и остались недоукомплектованными. Их состав был таковым:
- II корпус (к 10 марта насчитывал 6500 человек[2]) — под командованием генерал-лейтенанта Сильвестра Станкевича[2]:
  - 2 стрелецкие дивизии[1];
    - 4-я стрелецкая дивизия[2]:
      - 13-й стрелецкий полк[2];
      - 14-й стрелецкий полк[2];
      - 15-й стрелецкий полк[2];
      - 16-й стрелецкий полк[2];

    - 5-я стрелецкая дивизия — под командованием полковника Юзефа Халлера:
      - 5 марта 1918 года[2] ко II корпусу присоединилась 2-я Карпатская бригада бывших Польских легионов под командованием полковника Юзефа Халлера[1], насчитывающая 1500 человек личного состава[2]. Она перешла фронт (при этом около 150 офицеров и 3 000 солдат после слабого сопротивления были задержаны и интернированы в Хусте австро-венграми[3]) ночью 16 февраля 1918 года под Раранчей на Буковине[1] в знак протеста против передачи Центральными державами Холмщины и Подляшья Украине по Брестскому миру. Изначально она присоединилась к корпусу как Отдельная Карпатская бригада, однако 10 марта на её основе была сформирована 5-я стрелецкая дивизия, возглавляемая всё тем же полковником Халлером[2];

  - 2 артиллерийских подразделения:
    - 4-я артиллерийская бригада[2];
    - 2-й тяжелый артиллерийский дивизион[2];

  - 2 уланских полка[1]:
    - 5-й уланский полк[2];
    - 6-й уланский полк[2];

  - 2-й инженерный полк[2];
- III корпус:
  - 1 кавалерийский полк;[1]
  - около полка пехоты;[1]
  - артиллерийский дивизион;[1]
- также был сформирован отдельный польский отряд в Одессе, состоящий из представителей разных родов войск[1].

В целом, в апреле—мае 1918 года польские войска на Украине насчитывали около 10 000 человек, 129 пулемётов, 5 пушек, 5 бронемашин и 10 самолётов.
Изначально польские корпуса под влиянием эндеков, участвовавших в их создании и находившимся на тот момент в конфликте с Центральной Радой, не признали её III универсал, а во время войны между УНР и Советской Россией заняли нейтральное положение, но после занятия Украины немецкими и австро-венгерскими войсками начали пытаться урегулировать своё правовое положение. 4 апреля 1918 года их руководство при участии германского командования подписало с правительством Украинской Народной Республики «Условия пребывания польских войск на территории Украины», согласно которым польские части обязывались придерживаться строгого нейтралитета и передислоцироваться на Черниговщину (район Речица—Гомель—Новозыбков—Городня) для объединения с I Польским корпусом, а УНР обязалась обеспечивать подразделения всем необходимым. Армия УНР, в связи с этим, получила указ, в котором объяснялось, что польские подразделения не имеют права самовольно производить реквизиции какого-либо имущества. Несмотря на условия соглашения, реквизиции со стороны поляков продолжились и Министерство внутренних дел УНР уведомило командование корпусов о том, что в случае продолжения подобных действий «правительство Украинской республики не остановится перед полной ликвидацией польского войска на Украине».
8 апреля немцы сообщили украинским властям, что необходимо «обязательно не допустить выхода польских войск из района, в котором они расположены, ни пешком, ни по железной дороге» и предложили разоружить поляков. В связи с этим была создана специальная комиссия во главе с немецким генералом Вильгельмом Грёнером, включавшая также представителей австро-венгерского командования (майор Фляшман) и украинского Генерального штаба. Во время совещания комиссии австро-венгерским представителем было заявлено, что «ни один солдат польский не выйдет из той местности, где стоит австро-венгерское войско», кроме того комиссией были выработаны основные принципы для переговоров с руководством корпусов касательно дальнейшего пребывания польских войск на Украине: демобилизация и полное разоружение корпусов, роспуск по домам их солдатов. 9 апреля глава оперативного отдела Генштаба УНР Евгений Мишковский известил командиров Польских корпусов, что вследствие политической конъюнктуры передислокация польских войск в новые районы приостановлена и предложил заключить новый договор. Дальнейшее переговоры с поляками не принесли результата, а украинскими властями было решено принять все меры для полного разоружения польских войск.

## Разоружение

### Бои в Немирове

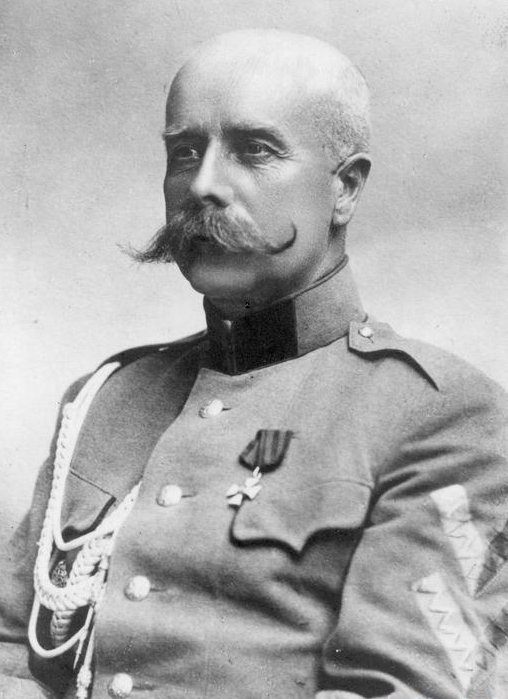
Генерал-лейтенант Евгений де Гениг Михелис в 1918 году

Части III Польского корпуса располагались в районе Немирова и Тыврова. Солдаты корпуса прибегали к реквизициям лошадей и продовольствия у селян, чем вызывали их недовольство и постоянные конфликты. 14 апреля 1918 года объединённые силы селян и Вольного казачества атаковали поляков в Немирове, завязались бои. Противостояние длилось несколько дней и привело к значительным потерям с обеих сторон. В итоге, III корпус был интернирован вмешавшимися австро-венгерскими войсками 18 апреля в районе Хмельник—Пиков—Янив. 10 июня 1918 года польские части были разоружены по требованию австро-венгров.

### Одесса
Одесский польский отряд демобилизовался 19 апреля 1918 года по требованию австро-венгерского командования.

### Поход II корпуса

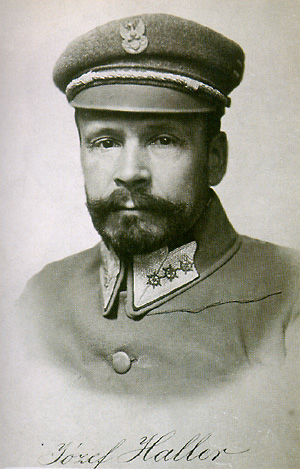
Полковник Юзеф Халлер в 1918 году

Части II Польского корпуса располагались в городе Сороки, что в Бессарабии. Вошедших в состав корпуса бывших австро-венгерских легионеров при попадании в зону действий австро-венгерских войск ожидал трибунал за измену, однако командующий корпусом генерал-лейтенант Сильвестр Станкевич отказывался отдавать приказ о передислокации подразделения за границы австро-венгерско-немецкого присутствия. В связи с этим, когда 28 марта от австро-венгерского командования поступило требование передислоцировать части корпуса в район Винницы и остаться там, в корпусе произошёл переворот — новосозданный «Главный военный совет II корпуса Польских войск» провозгласил командиром полковника Юзефа Халлера, первым распоряжением которого стал приказ о выдвижении частей корпуса на восток.

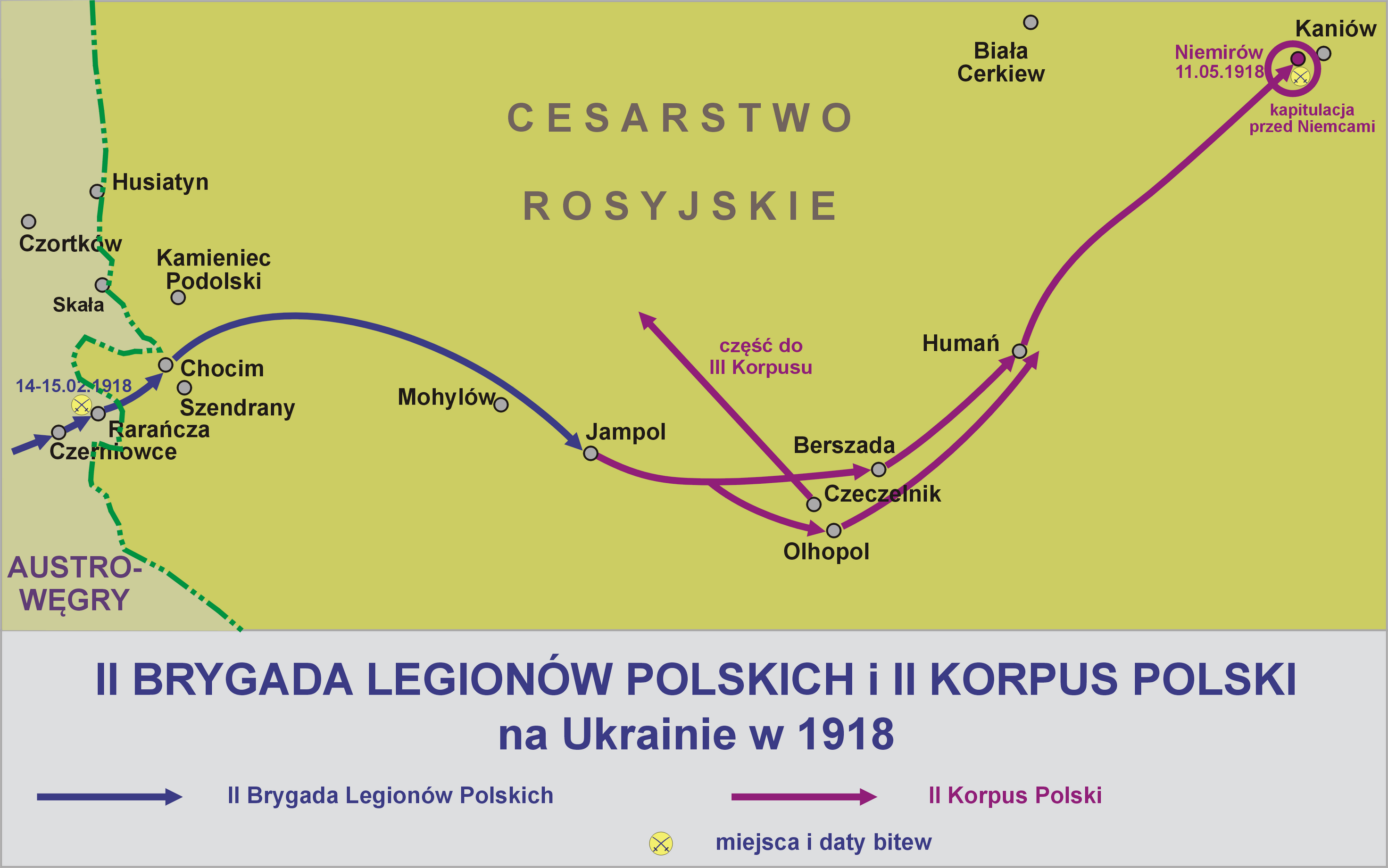
Карта отображающая путь 2-й бригады Польских легионов и II Польского корпуса

Корпус выдвинулся из Сорок в восточном направлении, планируя перейти Днепр под Каневом и направится в район определённый соглашением от 4 апреля. Части корпуса прошли Ольгополь, Умань, Христиновку (в ней 11 апреля задержался и через несколько дней был окружён и разоружён немцами авиационный отряд капитана Шумского), Маньковку, Терловку, Медвин, Богуслав и 17 апреля дошли Мироновки, где им преградили путь два немецких батальона, намеревавшихся задержать продвижение корпуса к переправе через Днепр. Однако из-за решительного сопротивления имеющих численный перевес поляков и приказа генерал-фельдмаршала Германа фон Эйхгорна только задержать корпус, не вступая в бой, немцы отступили.
18 апреля глава оперативного отдела Генштаба УНР полковник Евгений Мишковский отдал приказ развести мосты под Каневом и Переяславом, дабы не допустить перехода II корпуса через Днепр. В свою очередь все подразделения и службы корпуса сосредоточились под Каневом: командование корпуса, конный взвод при штабе корпуса, дивизион тяжелой артиллерии — в Масловке; 4-я стрелецкая дивизия, эскадрон 6-го уланского полка, санитарная колонна, интендантство, корпусный обоз — в Козине и Емчихе; два эскадрона 6-го уланского полка — в Садовой и Кнеловке; 5-я стрелецкая дивизия, Офицерская легия, батарея полевой артиллерии и передвижной госпиталь — в Потоке; артиллерийская бригада с пехотным батальоном — в Шандре; авиационный парк — в Сулинцах; один эскадрон 5-го уланского полка с пулемётами — в Синяве; штаб полка, его обоз и 4-й эскадрон — в Пиляве; два эскадрона 5-го уланского полка, инженерный полк, конная батарея, артиллерийский парк — в Степанцах. Корпусу пришлось задержаться в этих местах надолго — командование выставило караулы, в соседние местности были высланы разведывательные отряды, а в самом подразделении развернулась организационная деятельность: проводились занятия и учения; введены курсы офицеров; были сформированы лёгкая артиллерийская бригада полковника Альфатера и тяжелый дивизион гаубиц подполковника Гомулицкого; планировалось из конной батареи при 5-м уланском полку и двух батарей при пехотных дивизиях создать конный артиллерийский дивизион; личный состав пополнялся местными добровольцами и выходцами из разоружённых одесских частей. По состоянию на 1 мая II Польский корпус насчитывал 651 офицера, 6267 солдат, 5845 коней, 80 пулемётов, 38 полевых и 6 тяжёлых пушек.
Одновременно с разворачиванием польского лагеря под Канев стягивались немецкие войска. Появление немецких войск спровоцировало ряд инцидентов: 4 мая поляки обнаружили трёх немецких шпионов; 5 мая в Пылявы вошёл немецкий отряд из 10 человек, который был задержан солдатами 2-го инженерного полка и передан в штаб корпуса, позже немцы были отпущены. 6 мая командование немецкой 28 бригады (командир — генерал Лиргольд) выдвинуло командованию корпуса ультиматум, в котором потребовало сложить оружие в течение трёх часов. В ответ полковником Халлером было указано, что без приказа генерала Осинского он не имеет права решать такие вопросы, а настаивание на условиях ультиматума может привести к ненужной конфронтации. В свою очередь немцы отозвали ультиматум, объяснив его возникновение недоразумением. После окончания у корпуса запасов фуража и продовольствия попытки закупки у населения были пресечены Вольным казачеством и немцами.

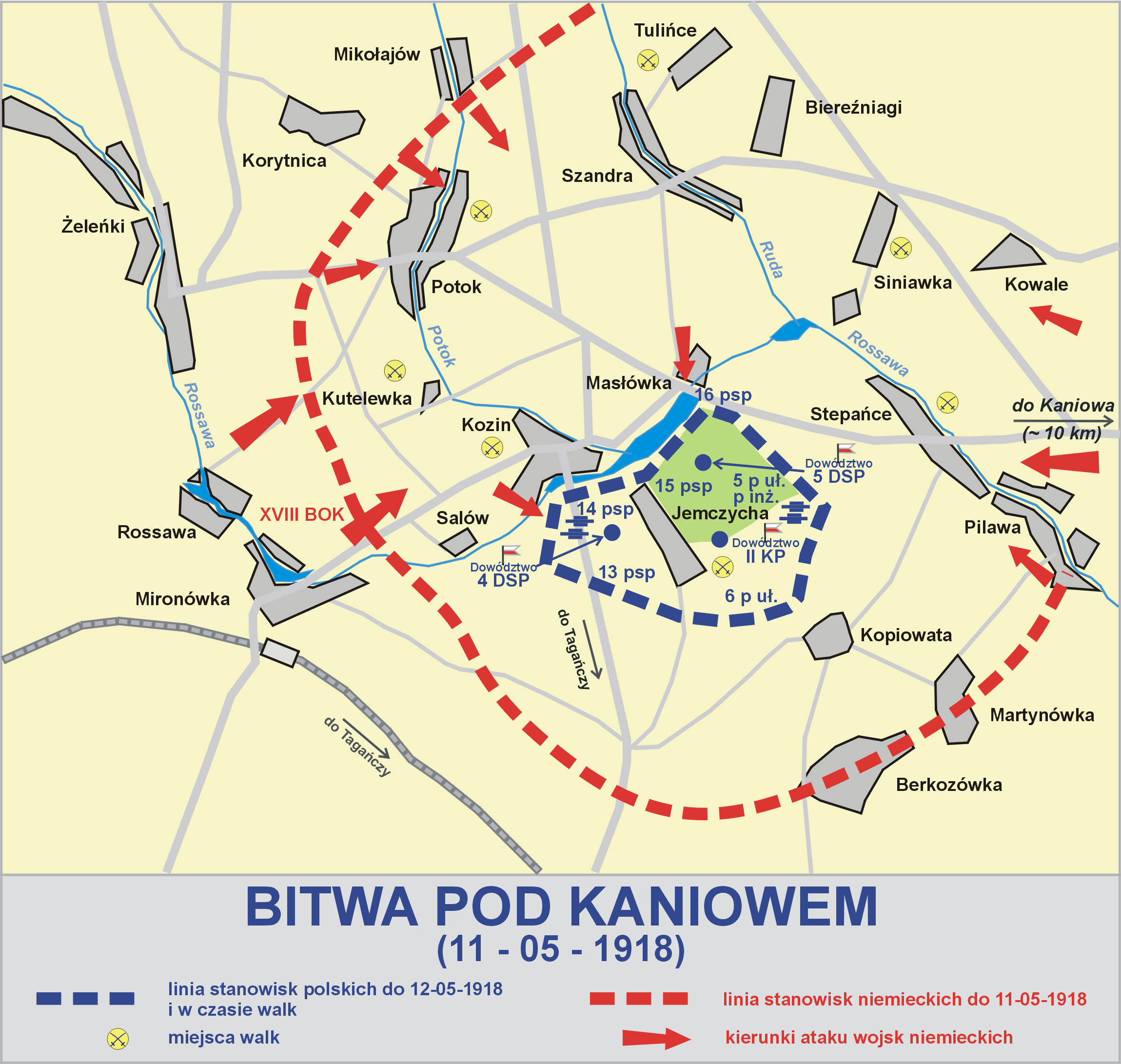
Схема битвы под Каневом

11 мая корпус был окружен численно превосходящими немецкими войсками: 14 батальонами пехоты численностью от более 600 до 800 штыков и от 8 до 16 пулемётов в каждом; 3 артиллерийскими батареями по 4 пушки в каждой и 4 эскадронами «гусаров смерти» — в общем около 12 000 человек; кроме того, присутствовал резерв, численность которого неизвестна, и, по некоторым данным, усиление украинскими подразделениями, возможно Вольным казачеством. Начались бои. На следующий день поляки сложили оружие.